# Neiba
Neiba, scritto, talvolta, Neyba, è un comune della Repubblica Dominicana di 53.605 abitanti, situato nella Provincia di Baoruco, di cui è capoluogo. È situata nel sud-est della repubblica, a 180 km dalla capitale Santo Domingo, nell'interno del paese vicino alle sponde del Lago Enriquillo. Comprende, oltre al capoluogo, un distretto municipale: El Palmar.